# Toarpesjö
Toarpesjö är en sjö i Varbergs kommun i Halland och ingår i Viskans huvudavrinningsområde. Sjön har en area på 0,0576 kvadratkilometer och ligger 40,3 meter över havet.

## Delavrinningsområde
Toarpesjö ingår i det delavrinningsområde (634452-129367) som SMHI kallar för Mynnar i Skuttran. Medelhöjden är 56 meter över havet och ytan är 8,2 kvadratkilometer. Det finns inga avrinningsområden uppströms utan avrinningsområdet är högsta punkten. Toarpebäcken som avvattnar avrinningsområdet har biflödesordning 3, vilket innebär att vattnet flödar genom totalt 3 vattendrag innan det når havet efter 21 kilometer. Avrinningsområdet består mestadels av skog (40 %), öppen mark (15 %) och jordbruk (43 %). Avrinningsområdet har 0,06 kvadratkilometer vattenytor vilket ger det en sjöprocent på 0,7 %.